# NGC 4952
NGC 4952 (ook: NGC 4962) is een elliptisch sterrenstelsel in het sterrenbeeld Hoofdhaar. Het hemelobject werd op 13 maart 1785 ontdekt door de Duits-Britse astronoom William Herschel.

## Synoniemen
- UGC 8175
- MCG 5-31-121
- ZWG 160.129
- PGC 45233